# Tejate

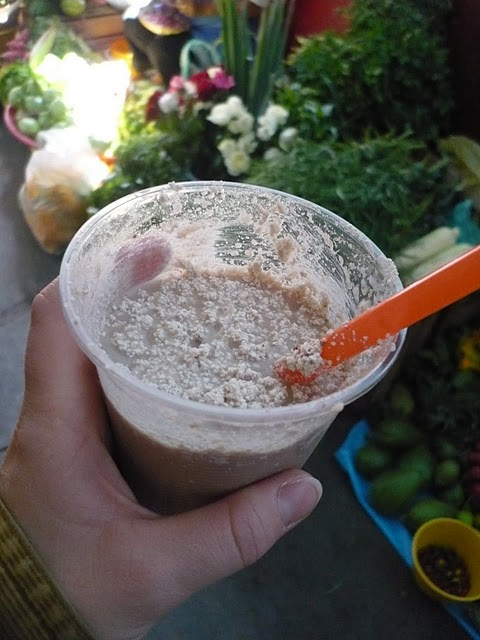
Un vaso de tejate.

Tejate es una bebida preparada a base de maíz y cacao que es tradicional del estado de Oaxaca en México y proviene de la época prehispánica donde se cree que se usaba con fines ceremoniales. Sigue siendo muy popular entre los pueblos indígenas mixtecos y zapotecos, especialmente en las zonas rurales, aunque también es popular entre las personas que viven en Oaxaca y las regiones circundantes. En el municipio de San Andrés Huayapam se celebra anualmente la Feria del Tejate, que también se ha celebrado en otros lugares como Los Ángeles, California, que tiene el objetivo de preservar el consumo del tejate, que también es conocido como «La bebida de los dioses».

## Etimología
El origen del nombre en español tejate no se conoce con certeza, pero se cree que deriva del náhuatl texatl que significa «agua harinosa», compuesto de las palabras textli que significa harina y atl que significa agua. El nombre zapoteco de tejate es cu'uhb.

## Ingredientes y preparación

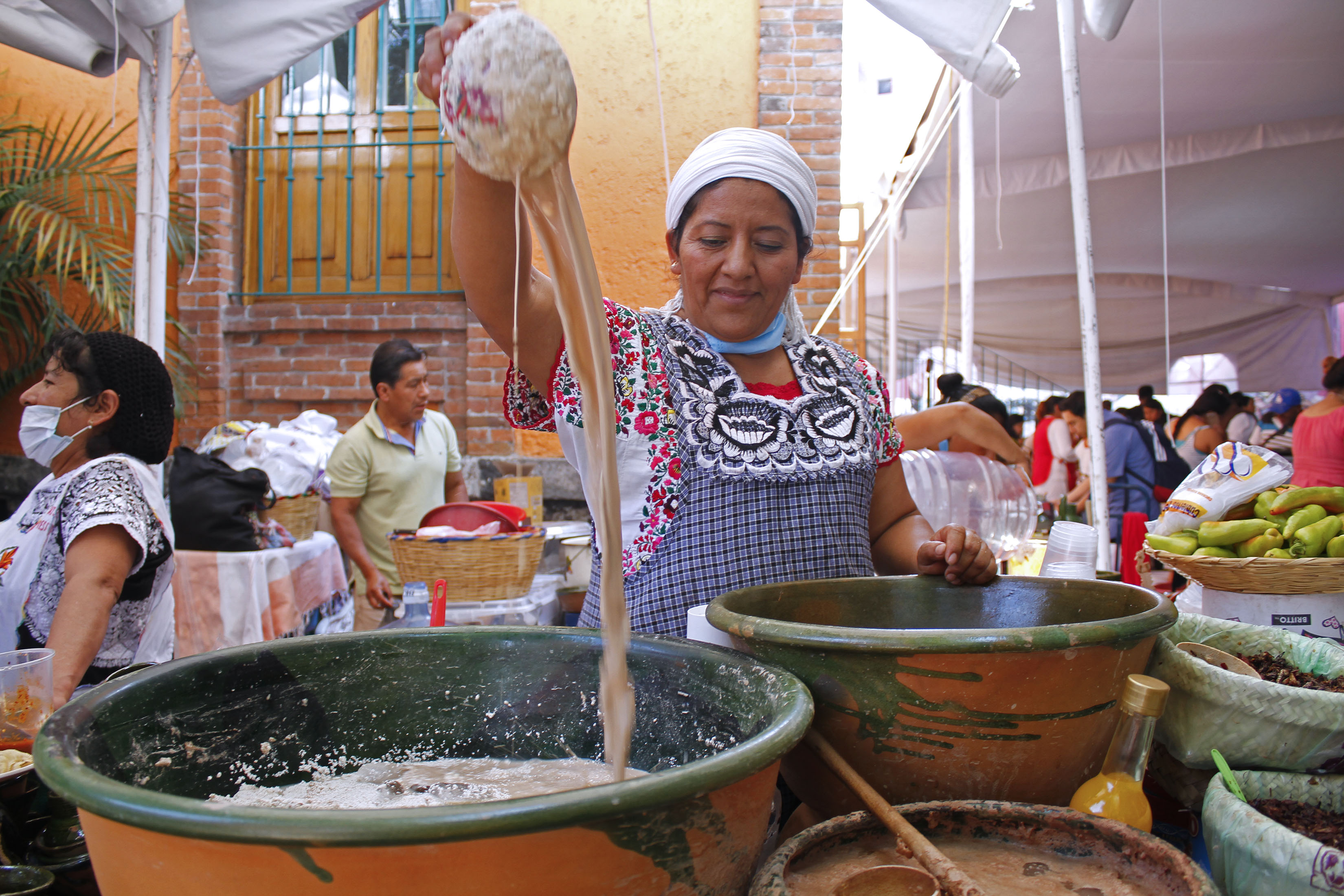
Vendedora de tejate mezclando antes de servir.

Los ingredientes principales del tejate son harina tostada de maíz, granos de cacao fermentados, semillas de mamey y flor de cacao también conocida como rosita de cacao, que solo crece en San Andrés Huayapam. Estos ingredientes son finamente molidos hasta formar una pasta, que posteriormente se mezcla con agua fría, por lo general a mano, y cuando está lista, la flor de cacao se eleva a la parte superior del recipiente para formar una espuma pastosa. La bebida se sirve fría y puede servirse tal cual o con un poco de jarabe de azúcar para endulzarla.